# رون أندرسون (مجدف)
رون أندرسون (بالسويدية: Rune Ivar Charles Andersson)‏ هو مجدف سويدي، ولد في 11 مايو 1930 في Strömstad ‏ في السويد، وتوفي بنفس المكان في 9 أكتوبر 2006.

## وصلات خارجية
- رون أندرسون على موقع الاتحاد الدولي للتجديف (الإنجليزية)
- رون أندرسون على موقع اللجنة الأولمبية الدولية (الإنجليزية)
- رون أندرسون على موقع أوليمبيديا (الإنجليزية)
- رون أندرسون على موقع اللجنة الأولمبية السويدية (السويدية)